# Mia Malkova
Mia Malkova (ur. 1 lipca 1992 w Palm Springs) – amerykańska aktorka pornograficzna francuskiego, kanadyjskiego, niemieckiego i irlandzkiego pochodzenia. Występowała także jako Mia Malvoka, Mia Bliss, Madison Swan, Madison Clover, Jessica Birth i JessicaMia Bliss.

## Życiorys

### Wczesne lata
Urodziła się w Palm Springs w Kalifornii w rodzinie chrześcijańskiej. W wieku 16 lat pracowała w McDonald’s i była związana z siecią restauracji Sizzler.

### Kariera
W roku 2012, mając 20 lat, zaczęła występować w filmach porno. Jej starszy brat także podjął pracę w branży porno pod pseudonimem Justin Hunt (ur. 18 listopada 1988).
Jej pierwszym pseudonimem był Madison Clover, a po kilku filmach zdecydowała się zmienić na Mia Malkova.
W 2014 zdobyła trzy nominacje do AVN Award w kategoriach: „Najlepsza scena seksu samych dziewczyn” w Girl Crush 3 (2013) z Jessie Andrews, „Najlepsza scena seksu chłopak/dziewczyna” w Cuties 4 (2012) z Manuelem Ferrarą i „Najlepsza scena seksu solo” w All Natural Glamour Solos III (2013).
W 2016 otrzymała pięć nominacji do AVN Award w kategoriach: „Najlepsza scena seksu oralnego” w Peter Pan XXX: An Axel Braun Parody (2015) z Aiden Ashley, „Najlepsza scena seksu dziewczyna/dziewczyna” w Mia Loves Girls (2015) z Kenną James, „Najlepsza scena seksu w zagranicznej produkcji” w League of Frankenstein (2015) z Jasmine Jae, Dannym D i Tiną Kay oraz do trzech nagród fanów – „Ulubiona wykonawczyni porno”, „Najlepszy epicki tyłek” i „Gwiazda mediów społecznościowych”.
W 2017 była nominowana do AVN Award w kategoriach: „Najlepsza reżyserka”, „Najlepsza gwiazda Showcase”, „Najlepsza scena seksu solo/Najlepsza złośnica” i „Najlepsza scena seksu triolizmu (dziewczyna/dziewczyna/chłopak)” w filmie Mia (2016) ze Staci Carr i Mickiem Blue.
Wzięła też udział w komediodramacie Josepha Gordona-Levitta Don Jon (2013), realizacji WankzVR Happy Ending (2016) i sesji zdjęciowej dla Cherry Pimps’ WildOnCam (2017). Ram Gopal Varma zrealizował z nią krótkometrażowy film dokumentalny Bóg, seks i prawda (God, Sex And Truth, 2018).
We wrześniu 2018 zajęła czwarte miejsce w rankingu „31 gwiazd porno” (31 pornstars), ogłoszonym przez hiszpański portal 20minutos.es. Film Private American Nymphomaniac In London (2018) z jej udziałem otrzymał nagrodę na Festival Internacional de Cine Erótico de Barcelona.

## Życie prywatne
20 lipca 2014 wyszła za mąż za aktora pornograficznego Danny’ego Mounteina. W 2018 doszło do rozwodu.
W styczniu 2021 kupiła na własność pałac w Portland w stanie Oregon, gdzie przez jakiś czas mieszkał szwedzki DJ Avicii ze swoim zespołem, krótko przed samobójstwem.

## Nagrody
| Rok  | Nagroda                       | Kategoria                                                      | Film                       | Inni wykonawcy |
| ---- | ----------------------------- | -------------------------------------------------------------- | -------------------------- | --- |
| 2013 | Brudny tuzin (Dirty Dozen of) | Chcielibyśmy zobaczyć więcej (We Want To See A Lot More Of)    | –                          | – |
| 2014 | AVN Award                     | Najlepsza gwiazdka roku                                        | –                          | – |
| 2014 | AVN Award                     | Najlepsza scena seksu samych dziewczyn                         | Meow! 3 (2013)             | Gracie Glam i Raven Rockette |
| 2014 | XRCO Award                    | Kremowy sen                                                    | –                          | – |
| 2015 | Spank Bank Technical Award    | Thank God She Does Anal Now! Part 3                            | –                          | – |
| 2016 | Nagroda Orgasmic Games        | Złota scena seksu oralnego                                     | Fucking Flexible (2016)    | Toni Ribas |
| 2017 | XBIZ Award                    | Najlepsza aktorka                                              | Preacher’s Daughter (2016) | – |
| 2018 | Nagroda portalu Pornhub       | Najbardziej popularna wykonawczyni                             | –                          | – |
| 2018 | Nagroda portalu Pornhub       | Najgorętszy tyłek wg fanów                                     | –                          | – |
| 2018 | Urban X Award                 | Najlepsza scena w parze                                        | Interracial Icon 7 (2018)  | Jason Luv |
| 2018 | Fleshbot Award                | Najlepszy tyłek                                                | –                          | – |
| 2019 | AVN Award                     | Najlepsza scena seksu grupowego                                | After Dark (2018)          | Tori Black, Angela White, Jessa Rhodes, Abella Danger, Kira Noir, Vicki Chase, Ana Foxxx, Bambino, Mick Blue, Ricky Johnson, Alex Jones i Ryan Driller |
| 2019 | Nagroda portalu Pornhub       | Królowa seksu oralnego (Blowjob Queen – Top Blowjob Performer) | –                          | – |